# Nisída Ágios Nikólaos (ö i Grekland, Kreta, lat 35,37, long 24,26)
Nisída Ágios Nikólaos är en ö i Grekland.   Den ligger i regionen Kreta, i den södra delen av landet, 290 km söder om huvudstaden Aten.